# Dallina triangularis
Dallina triangularis är en armfotingsart som beskrevs av Yoshitaka Yabe och Kishio Hatai 1934. Dallina triangularis ingår i släktet Dallina och familjen Dallinidae. Inga underarter finns listade i Catalogue of Life.